# Fleurigné
Ne doit pas être confondu avec Fleurigny.
Fleurigné est une ancienne commune française située dans le département d'Ille-et-Vilaine, en région Bretagne, peuplée de 929 habitants. Le 1er janvier 2024, elle fusionne avec La Chapelle-Janson pour former la commune de La Chapelle-Fleurigné.

## Géographie

### Communes limitrophes
| Laignelet                               | Le Loroux          |                    |
| Beaucé                                  | Fleurigné          | Larchamp (Mayenne) |
| La Selle-en-Luitré (par un quadripoint) | La Chapelle-Janson |                    |

### Évolution du territoire
Le 1er janvier 2024, la commune de La Chapelle-Fleurigné est créée sous le régime de la commune nouvelle par fusion des communes de La Chapelle-Janson et Fleurigné par arrêté préfectoral du 27 septembre 2023, sous la graphie La Chapelle Fleurigné. Un arrêté rectificatif est publié le 5 octobre 2023 avec la graphie avec trait d'union La Chapelle-Fleurigné. Les deux anciennes communes deviennent communes déléguées. Le chef-lieu est fixé à la mairie de La Chapelle-Janson.

### Climat
Pour des articles plus généraux, voir Climat de la Bretagne et Climat d'Ille-et-Vilaine.
En 2010, le climat de la commune est de type climat océanique franc, selon une étude du CNRS s'appuyant sur une série de données couvrant la période 1971-2000. En 2020, Météo-France publie une typologie des climats de la France métropolitaine dans laquelle la commune est exposée à un climat océanique et est dans la région climatique  Bretagne orientale et méridionale, Pays nantais, Vendée, caractérisée par une faible pluviométrie en été et une bonne insolation. Parallèlement l'observatoire de l'environnement en Bretagne publie en 2020 un zonage climatique de la région Bretagne, s'appuyant sur des données de Météo-France de 2009. La commune est, selon ce zonage, dans la zone « Intérieur Est », avec des hivers frais, des étés chauds et des pluies modérées.
Pour la période 1971-2000, la température annuelle moyenne est de 11,1 °C, avec une amplitude thermique annuelle de 13 °C. Le cumul annuel moyen de précipitations est de 883 mm, avec 13,2 jours de précipitations en janvier et 7,9 jours en juillet. Pour la période 1991-2020, la température moyenne annuelle observée sur la station météorologique la plus proche, située sur la commune de Fougères à 6 km à vol d'oiseau, est de 11,9 °C et le cumul annuel moyen de précipitations est de 939,1 mm,. Pour l'avenir, les paramètres climatiques de la commune estimés pour 2050 selon différents scénarios d'émission de gaz à effet de serre sont consultables sur un site dédié publié par Météo-France en novembre 2022.

## Urbanisme

### Typologie
Fleurigné est une commune rurale, car elle fait partie des communes peu ou très peu denses, au sens de la grille communale de densité de l'Insee,,,.
Par ailleurs la commune fait partie de l'aire d'attraction de Fougères, dont elle est une commune de la couronne. Cette aire, qui regroupe 27 communes, est catégorisée dans les aires de 50 000 à moins de 200 000 habitants,.

### Occupation des sols
L'occupation des sols de la commune, telle qu'elle ressort de la base de données européenne d’occupation biophysique des sols Corine Land Cover (CLC), est marquée par l'importance des territoires agricoles (95,3 % en 2018), néanmoins en diminution par rapport à 1990 (96,8 %). La répartition détaillée en 2018 est la suivante : 
prairies (40,9 %), zones agricoles hétérogènes (35,3 %), terres arables (19,1 %), zones urbanisées (2,4 %), mines, décharges et chantiers (2,3 %). L'évolution de l’occupation des sols de la commune et de ses infrastructures peut être observée sur les différentes représentations cartographiques du territoire : la carte de Cassini (XVIIIe siècle), la carte d'état-major (1820-1866) et les cartes ou photos aériennes de l'IGN pour la période actuelle (1950 à aujourd'hui).

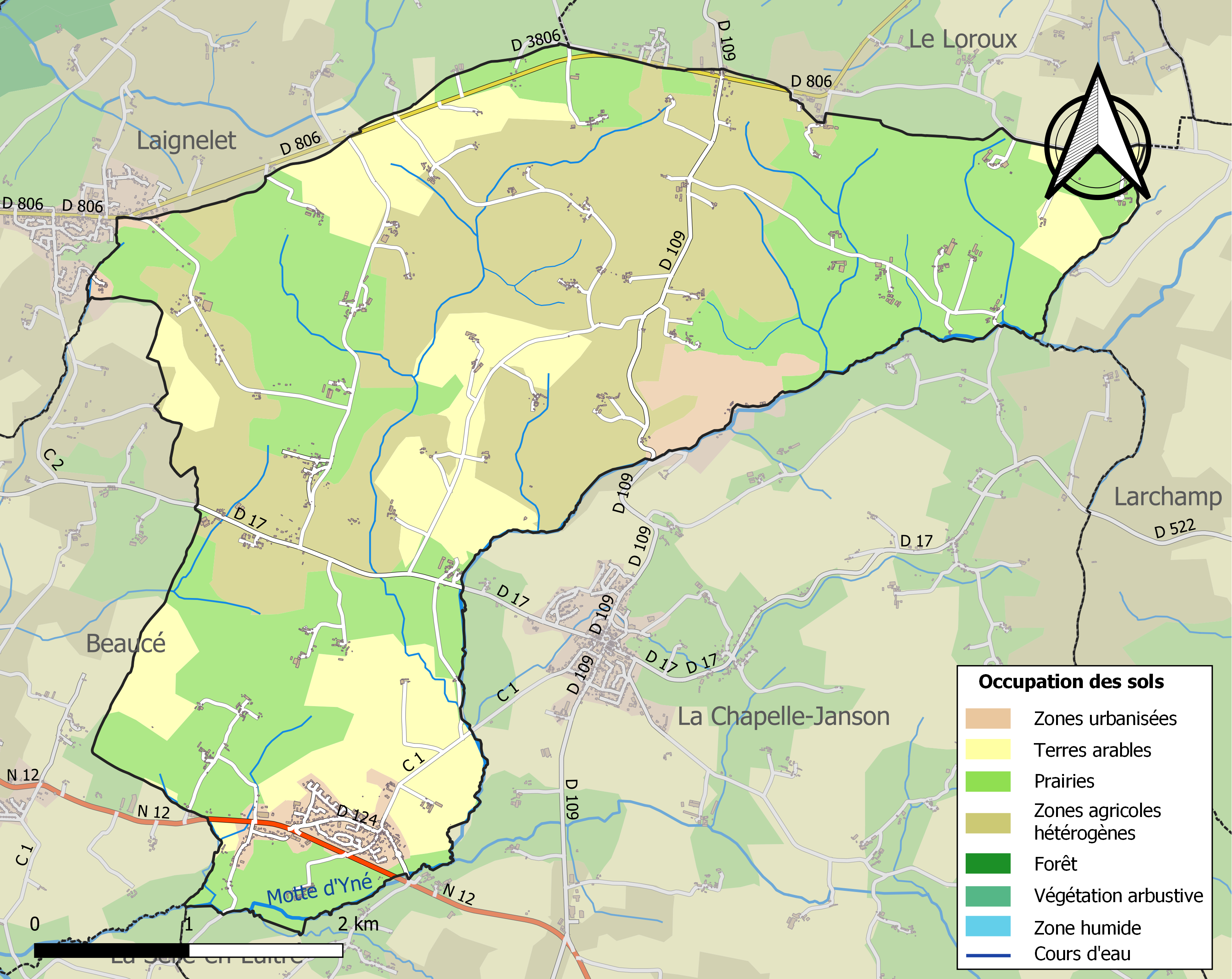
Carte des infrastructures et de l'occupation des sols de la commune en 2018 (CLC).

## Toponymie
Attestations anciennes, : Fluriniacum (monnaie mérovingienne), Florineum, Florigneio (1242), Floriné (1306), Florigné (1429), Florigneium (1516).
Étymologie : Fleurigné est un exemple typique de nom de domaine gallo-romain en -acum, formé sur le nom de personne romain, Florinius, dérivé de Florus.

## Histoire

### Époque moderne
En 1636, une épidémie de dysenterie frappa durement Fleurigné faisant 83 décès en huit mois (jusqu'à six ou huit morts le même jour). On dût enterrer les morts en dehors du cimetière et dans des lieux voisins des villages atteints.

### LeXXIesiècle
Le 1er janvier 2024, La Chapelle-Janson et Fleurigné fusionnent pour créer la commune nouvelle de la Chapelle-Fleurigné.

## Politique et administration

### Liste des maires

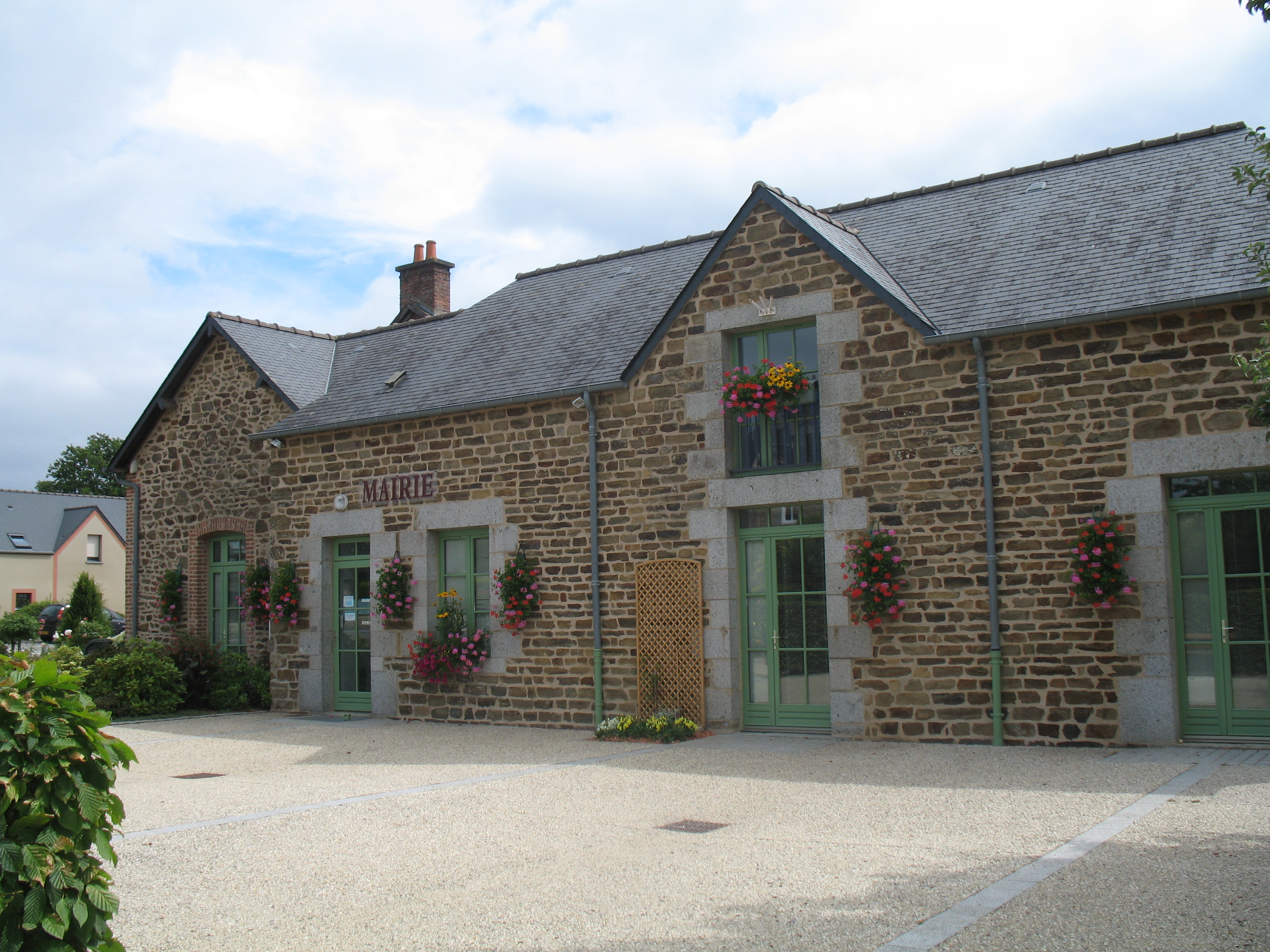
La mairie.

| Période                                  | Période              | Identité            | Étiquette | Qualité                                       |
| ---------------------------------------- | -------------------- | ------------------- | --------- | --------------------------------------------- |
| Les données manquantes sont à compléter. |                      |                     |           |                                               |
| ?                                        | février 1953 (décès) | Henri Le Bouteiller |           | Propriétaire Conseiller général (1907 → 1934) |
| 1953                                     | janvier 1973 (décès) | Amand Guérin        |           |                                               |
| février 1973                             | mars 1989            | Isidore Boulanger   |           |                                               |
| mars 1989                                | mars 2001            | Louis Coudray       |           | Mécanicien agricole et automobile retraité    |
| mars 2001                                | mars 2014            | Jean-Louis Morel    | DVD       | Chef d'entreprise                             |
| mars 2014                                | 31 décembre 2023     | Monique Pommereul   | DVD       | Comptable                                     |

### Liste des maires délégués
| Période        | Période  | Identité          | Étiquette | Qualité   |
| -------------- | -------- | ----------------- | --------- | --------- |
| 4 janvier 2024 | En cours | Monique Pommereul | DVD       | Comptable |

## Démographie
En 2022, la commune comptait 929 habitants, en évolution de −6,63 % par rapport à 2016 (Ille-et-Vilaine : +5,46 %, France hors Mayotte : +2,11 %).
| 1793  | 1800 | 1806  | 1821  | 1831  | 1836  | 1841 | 1846 | 1851 |
| ----- | ---- | ----- | ----- | ----- | ----- | ---- | ---- | ---- |
| 1 047 | 952  | 1 128 | 1 116 | 1 059 | 1 030 | 950  | 962  | 990  |

| 1856 | 1861 | 1866 | 1872 | 1876 | 1881 | 1886 | 1891 | 1896 |
| ---- | ---- | ---- | ---- | ---- | ---- | ---- | ---- | ---- |
| 960  | 993  | 978  | 961  | 996  | 972  | 981  | 965  | 910  |

| 1901 | 1906 | 1911 | 1921 | 1926 | 1931 | 1936 | 1946 | 1954 |
| ---- | ---- | ---- | ---- | ---- | ---- | ---- | ---- | ---- |
| 904  | 867  | 863  | 804  | 771  | 760  | 709  | 732  | 717  |

| 1962 | 1968 | 1975 | 1982 | 1990 | 1999 | 2006 | 2008  | 2013  |
| ---- | ---- | ---- | ---- | ---- | ---- | ---- | ----- | ----- |
| 702  | 674  | 676  | 812  | 841  | 896  | 997  | 1 026 | 1 025 |

| 2018 | 2022 | - | - | - | - | - | - | - |
| ---- | ---- | - | - | - | - | - | - | - |
| 952  | 929  | - | - | - | - | - | - | - |

## Lieux et monuments
La commune compte un monument historique :
- l'église Saint-Martin, construite au XVIIe siècle en s'inspirant de formes architecturales italiennes, inscrite par arrêté du 17 avril 1931[26]. Elle offre un excellent exemple de l'architecture du règne de Louis XIV. Reconstruite par la famille de Langan, elle a la forme d'une croix latine et les croisillons du transept à pans coupés. Le clocher est formé de campaniles à dômes superposés. La cloche date de 1569.

Autres monuments notables :
- le château du Bois Février, XVIIIe siècle[27] ;
- le château de Montbrault, XIIe siècle, reconstruction en 1903.